# Çamlıbük, Azdavay
Çamlıbük là một xã thuộc huyện Azdavay, tỉnh Kastamonu, Thổ Nhĩ Kỳ. Dân số thời điểm năm 2008 là 101 người.